# Прапор Новгородківського району
Пра́пор Новгоро́дківського райо́ну — офіційний символ Новгородківського району Кіровоградської області, затверджений 7 березня 2002 року рішенням № 203 сесії Новгородківської районної ради. Автор проєкту — К. Мигуль.

## Опис
Прапор — це прямокутне, зі співвідношенням сторін 2:3, полотнище з трьох рівних завширшки вертикальних смуг — червоної, білої та червоної, зворотна сторона тотожна лицьовій.